# 王绍 (南北朝)
王绍（？—？），字三归，琅邪郡临沂县（今山东省临沂市）人，南北朝北魏政治人物。
王绍是东晋丞相王导的后裔，王肃的儿子，母亲谢氏。王绍的祖父王奂被齐武帝杀害后，王肃投靠北魏。王肃临终时，谢氏带着两个女儿和王绍至寿春，归附北魏。王绍袭爵昌国县侯，魏宣武帝以裴谭及高皇后弟高贞、王肃子王绍为太子洗马。王绍历任员外常侍、中书侍郎。魏宣武帝纳王肃之女为夫人，魏孝明帝又纳王绍之女为嫔。王绍卒赠辅国将军、徐州刺史。其子王迁袭爵。武定年间，官至通直常侍。北齐受禅，爵随例降。